# Oxystelma
Oxystelma là chi thực vật có hoa trong họ Apocynaceae.